# Союзная партия (Малайзия)
Союзная партия (Малайзия) (малайск.  Parti Perikatan) — правящая коалиция трёх партий в Малайзии: Объединенная малайская национальная организация — ОМНО, Индийский конгресс Малайзии — ИКМ и Китайская ассоциация Малайзии — КАМ . Создавалась постепенно: в 1952 году для участия в выборах в муниципальный совет Куала-Лумпура был установлен альянс ОМНО-КАМ. В 1954 году накануне выборов 1955 года к ним присоединился ИКМ. Название Союзной партии с 1958. На ее базе в 1974 сформирован Национальный фронт.